# 108 г. пр.н.е.
108 (сто и осма) година преди новата ера (пр.н.е.) е година от доюлианския (Помпилийски) римски календар.

## Събития

### В Римската република
- Консули са Сервий Сулпиций Галба и Квинт Хортензий. Суфектконсул, на мястото на Хортензий, става Марк Аврелий Скавър. Цензори са Квинт Фабий Максим Алоброгик и Гай Лициний Гета.
- Югуртска война:
  - Метел постига победа на Югурта при река Мутул.[1][notes 1] Метел прави неусшешни опити да плени Югурта като превзема Тала и Цирта.[2]
  - Със закъснение, Метел допуска подчинения му Гай Марий да замине за Рим и да участва в консулските избори. Марий печели изборите като представя себе си за по-компетентен командир, който може да сложи бърз край на войната.[2]

### В Мала Азия
- Подялба на Пафлагония между Митридат VI и Никомед III. (108 – 107 г. пр.н.е.)[3]

### В Китай
- Династията Хан подновява опитите си да завладее Корея с две експедиции, които подчиняват част от полуострова, където се устройват четири нови командирства. Империята управлявана от династията Хан достига най-големия си териториален размер.[4]

## Родени
- Луций Сергий Катилина, римски политик (умрял 62 г. пр.н.е.)
- Маний Емилий Лепид, римски политик (умрял 49 – 43 г. пр.н.е.)
- Луций Волкаций Тул, римски политик (умрял 49 г. пр.н.е.)

## Починали
- Марк Ливий Друз, римски политик
- Бомилкар, нумидийски генерал (екзекутиран от Югурта)[2]